# Utik
Utik is een plaats in Slovenië en maakt deel uit van de gemeente Vodice in de NUTS-3-regio Osrednjeslovenska. De plaats telde 495 inwoners op 1 januari 2020.